# Coppa Italia Primavera 1977-1978
La Coppa Italia Primavera 1977-1978 è stata la sesta edizione del torneo riservato alle squadre giovanili iscritte al Campionato Primavera. Il detentore del trofeo era l'Inter.
La vittoria finale è andata all'Inter per la terza volta consecutiva, la quarta volta nella sua storia.